# Acetylcholinereceptor

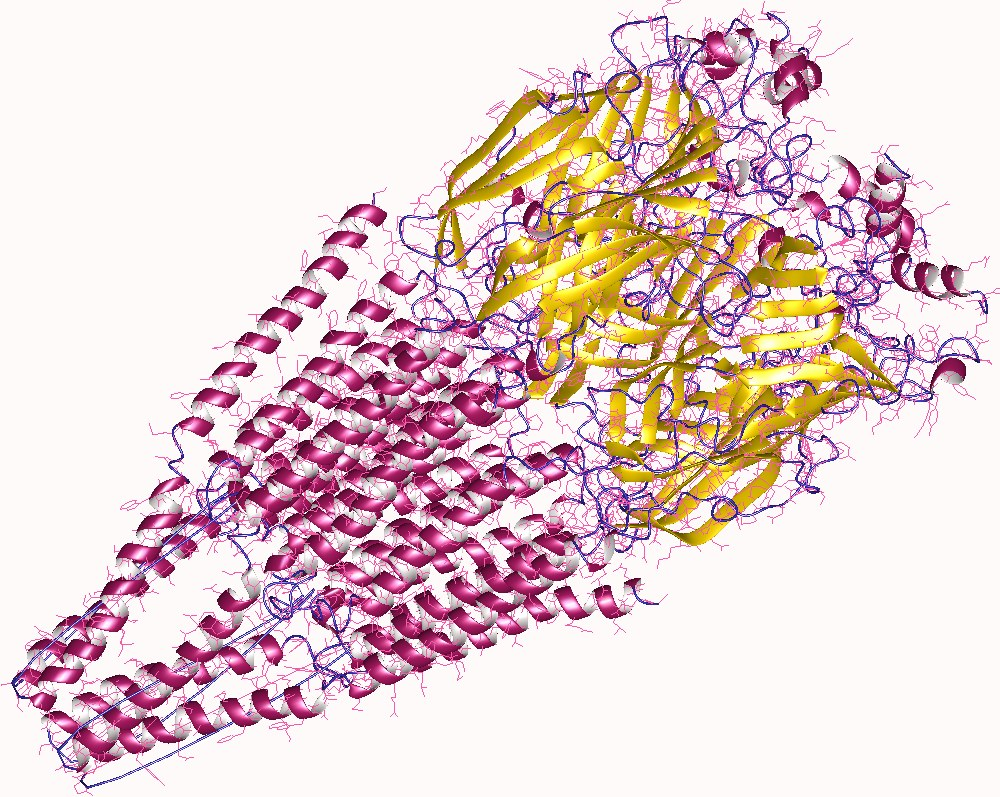
Heteropentamere acetylcholinereceptor (hier van het nicotinerge type), afkomstig uit de gemarmerde sidderrog (Torpedo marmorata).

De acetylcholinereceptor is een membraaneiwit dat functioneert als een receptor. Zijn belangrijkste fysiologische ligand is de neurotransmitter acetylcholine. Moleculair onderzoek heeft aangetoond dat er twee typen acetylcholinereceptoren zijn:
- een nicotinerge acetylcholinereceptor (nAChR) gebonden aan een ionenkanaal. Deze zal bij binding van een agonist aan de receptor openen en, door de sterke natriuminflux, die sterker doorweegt dan een eventuele kaliumefflux, een depolarisatie van de celmembraan veroorzaken.
- een muscarinerge acetylcholinereceptor (mAChR), een G-eiwit gekoppelde receptor. Deze kan indirect, afhankelijk van het subtype receptor, zowel een hyper- als een depolarisatie teweegbrengen. Zo veroorzaken de subtypes M2 en M4 een hyperpolarisatie door bijvoorbeeld verhindering van calciuminflux of verbetering van de kaliumefflux in de cel door inhibitie van het adenylylcyclase en dus de vorming van cAMP, en veroorzaken subtypes M3 en M5 een depolarisatie door stimulatie van de calciuminflux door voorgenoemde processen. Subtype M1 kan zowel een depolarisatie als een hyperpolarisatie uitlokken, afhankelijk van het type G-eiwit waaraan het gebonden is, hoewel het bij de mens voornamelijk geassocieerd is met stimulatoire G-eiwitten, die stroomafwaarts een depolarisatie verwezenlijken door verhindering van de kaliumefflux.

Sommige neurotoxines (onder andere α-bungarotoxine) in sommige typen slangengif binden met zeer hoge affiniteit en specificiteit aan deze receptor. Vanwege deze eigenschap is het voor onderzoekers mogelijk de dichtheid van acetylcholinereceptors op een membraan te bepalen.

## Antistoffen tegen acetylcholine receptor
Myasthenia gravis is een auto-immuunziekte van de skeletspier. Bij deze ziekte maakt de patiënt antilichamen tegen de acetylcholinereceptor. Hierdoor vindt er geen prikkeloverdracht plaats in de spier. Een mogelijke therapie bestaat erin de patiënt een acetylcholinesterase-inhibitor voor te schrijven. Acetylcholinesterase is een enzym dat in de synaptische spleet (of hier toegepast, de neuromusculaire junctie) acetylcholine afbreekt nadat het aan zijn receptor gebonden heeft en zijn excitatoire functie uitgeoefend heeft. Toediening van een (acetyl)cholinesterase-inhibitor heeft een therapeutische plaats bij de behandeling van myasthenia gravis omdat het acetylcholine toelaat een (weliswaar beperkter) effect uit te oefenen op het dalende aantal acetylcholinereceptoren dat nog niet aangetast is door de antilichamen.